# Заграничный заказ паровозов Советской Россией

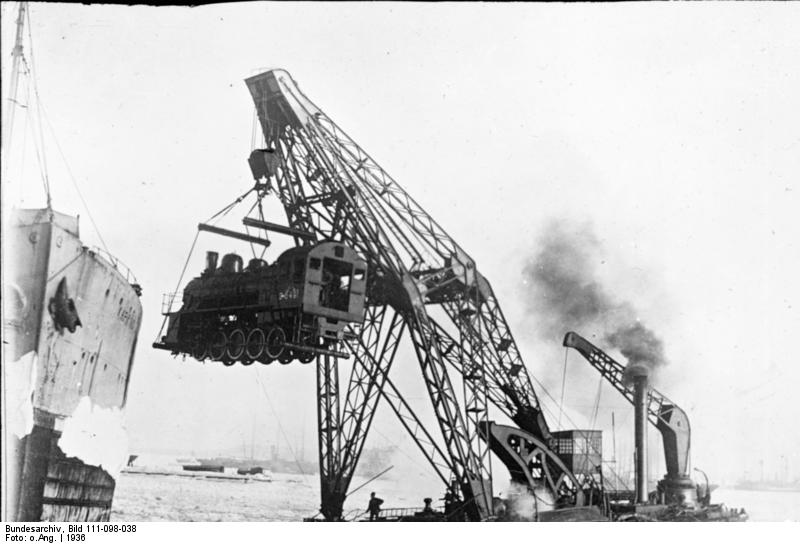
Погрузка на судно паровоза серии Э^{г} (Веймарская республика)

Заграничный заказ паровозов Советской Россией — заказ, осуществлённый в 1920 году правительством Советской России, на производство в Швеции и Германии 1200 грузовых паровозов типа 0-5-0 по российскому проекту серии Э. За организацию производства отвечала Российская железнодорожная миссия во главе с инженером Ю. В. Ломоносовым.
В Швеции известен как «Русский заказ» (швед. Ryssordern).
Данный заказ позволил в условиях послевоенной разрухи всего за несколько лет поставить на железные дороги страны крупную партию относительно современных, на тот момент, грузовых локомотивов, что дало возможность выйти из кризиса перевозок. Однако сам заказ и его целесообразность неоднократно критиковались как современниками, так и в XXI веке.

## Обоснование заказа

### Показатели железнодорожного транспорта
Гражданская война нанесла тяжёлый урон Российскому государству, экономика страны была в разрухе, к 1921 году производство по сравнению с довоенным уровнем сократилось в 8 раз, а выпуск чугуна и стали — в 40 раз. В этих условиях заводы и железнодорожные мастерские были прежде всего переведены на выпуск запчастей для ремонта изношенных паровозов, что однако привело к значительному сокращению выпуска новых; относительно выпуска локомотивов широкой колеи (1524 мм) цифры выглядят следующим образом:
| Год  | Коломенский | Воткинский | Невский | Брянский | Путиловский | Харьковский | Сормовский | Луганский | Всего |
| ---- | ----------- | ---------- | ------- | -------- | ----------- | ----------- | ---------- | --------- | ----- |
| 1913 | 95          | -          | 83      | 66       | 100         | 114         | 114        | 82        | 654   |
| 1914 | 129         | 20         | 81      | 103      | 68          | 110         | 114        | 138       | 763   |
| 1915 | 132         | 13         | 116     | 119      | 72          | 207         | 108        | 150       | 917   |
| 1916 | 52          | 24         | 34      | 54       | 2           | 207         | 58         | 159       | 590   |
| 1917 | 48          | 12         | 43      | 38       | 11          | 106         | 57         | 105       | 420   |
| 1918 | 37          | -          | 22      | 25       | 7           | 64          | 41         | 25        | 221   |
| 1919 | 22          | -          | 16      | 19       | 11          | -           | 24         | 4         | 96    |
| 1920 | 32          | -          | 2       | 4        | -           | 28          | 9          | 9         | 84    |
| 1921 | 25          | -          | 1       | -        | -           | 9           | 27         | 12        | 74    |
| 1922 | 28          | -          | 2       | -        | 3           | 17          | 14         | 7         | 71    |

Стоит однако учесть, что в эту таблицу включены данные и по выпуску пассажирских паровозов, которые для грузовой службы не подходили. Что до грузовых локомотивов, то с начала XX века и до революции российские заводы строили преимущественно паровозы типов 0-4-0 (серии Ч, О, Ы, Ѵ) и 1-4-0 (серии Р, Ц, Ш, Щ); паровозов типа 0-5-0 серии Э за период с 1912 по 1922 год всего было построено 1255 штук.
Ситуацию на транспорте стоит выделить отдельно, ведь кроме гражданских перевозок он теперь выполнял ещё и воинские. Причём большевикам досталась только часть транспортных средств (например, 1/5 от речного флота Российской империи), да и то часть их требовала ремонта, что в текущих условиях было сложно организовать. Особенно катастрофическим положение было на железнодорожном транспорте, выполнявшем основной объём перевозок (в том числе до 70 % воинских), при этом велика была доля неисправных паровозов и вагонов — было выведено из строя до 70 % паровозов и 15 тысяч вагонов. Нанесённый железнодорожному транспорту ущерб составил 1 млрд 74 млн рублей золотом.

Порой ситуация была настолько критическая, что с 18 марта по 10 апреля 1919 года в стране были прекращены пассажирские перевозки (кроме пригородных), а освободившиеся паровозы использовали для тяги грузовых поездов, прежде всего для подвоза продовольствия и топлива. В стране не хватало металла для выпуска не только новых паровозов, но и запчастей к уже эксплуатирующимся, что и привело к росту доли неисправных. В свою очередь нехватка паровозов не позволяла поднять грузооборот, а значит, и ограничивала доставку ресурсов.
| Показатели                                          | 1913  | 1917  | 1918 | 1919 | 1920 |
| --------------------------------------------------- | ----- | ----- | ---- | ---- | ---- |
| Эксплуатационная длина сети железных дорог, тыс. км | 58,5  | 63,2  | 26,8 | 31,5 | 56,8 |
| Погрузка, тыс. вагонов в сутки                      | 27,4  | 6,2   | 6,2  | 8,3  | 10,7 |
| Отправление коммерческих грузов, млн. т             | 132,4 | 115,2 | 37,2 | 30,5 | 40,3 |
| Грузооборот, млрд. ткм                              | 65,6  | 63,0  | 14,1 | 17,5 | 14,4 |

| Показатели                                           | 1913 | 1918 | 1919 | 1920 | 1921 |
| ---------------------------------------------------- | ---- | ---- | ---- | ---- | ---- |
| Среднесуточный пробег паровоза, км                   | 119  | 59   | 68   | 63   | …    |
| Среднесуточный пробег вагона, км                     | 72   | 28   | 36   | 34   | …    |
| Коммерческая (участковая) скорость поездов, км/ч     | 13,6 | 13   | 12,5 | 12,3 | …    |
| Процент неисправных паровозов (включая пассажирские) | 17   | 42   | 52   | 59   | 62   |
| Процент неисправных вагонов                          | 5    | 12   | 18   | 23   | …    |

### Действия властей по исправлению ситуации

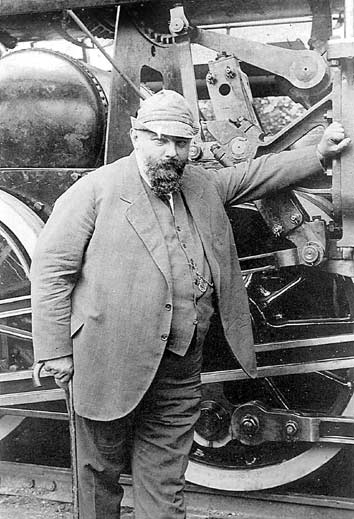
Юрий Ломоносов

Количество исправных локомотивов в стране стало снижаться, что также влекло и снижение грузооборота в стране. В сентябре 1919 года отдельные железнодорожные специалисты стали докладывать, что процент неисправных паровозов уже достигает 60. Для рассмотрения ситуации в НКПС в ноябре была образована правительственная комиссия, а 24 декабря по просьбе Ленина перед Советом Обороны выступил инженер-железнодорожник профессор Юрий Ломоносов, который заявил, что к весне 1920 года доля неисправных локомотивов в стране достигнет ¾; как утверждал перед слушателями Ломоносов, в этом случае железнодорожные перевозки теряли бы всякий смысл, ведь из-за дефицита в стране угля, паровозы в то время использовали в качестве топлива дрова, а если исправной будет только четверть локомотивного парка, то её хватит лишь на обслуживание собственных потребностей.

Инженер Ломоносов, фактически управлявший в те месяцы транспортом, демонстрировал перед правительством диаграмму паровозной эпидемии. Указав математическую точку на протяжении 1920 г., он заявил: «Здесь наступает смерть». «Что же надо сделать?» — спросил Ленин. «Чудес не бывает, — ответил Ломоносов, — чудес не могут делать и большевики». Мы переглянулись. Настроение царило тем более подавленное, что никто из нас не знал ни техники транспорта, ни техники столь мрачных расчётов. «А мы все-таки попробуем сделать чудо», — сказал Ленин сухо, сквозь зубы.
В ближайшие месяцы положение продолжало, однако, ухудшаться. Для этого было достаточно объективных причин. Но весьма вероятно, что кое-какие инженеры искусственно подгоняли положение на транспорте под свою диаграмму.
— Л. Д. Троцкий
К концу 1919 года в гражданской войне перевес был на стороне РККА, поэтому советская власть на первый план вывела скорейшее решение экономических проблем, особенно транспортную, для чего в этот период главным стал лозунг «Все на транспорт!». На самом транспорте была введена военная дисциплина, а для ускорения ремонта — материальная заинтересованность рабочих. Для этого в телеграмме СТО от 26 декабря предлагалось ввести премирование хлебом за каждый отремонтированный локомотив, а 31 декабря Совет народных комиссаров выпустил постановление, согласно которому НКПС отпускал 10 вагонов муки для премирования рабочих Вологодских, Ковровских, Муромских и Ярославских мастерских, депо Бологое, Вологда, Малая Вишера, Москва, Петроград и Ярославль за увеличение выпуска паровозов из ремонта. 30 января 1920 года Совет Рабочей и Крестьянской Обороны своим постановлением объявил повсеместную трудовую мобилизацию лиц от 18 до 50 лет ведущих железнодорожных профессий, после чего из различных учреждений и организаций на транспорт вернули бывших железнодорожников — квалифицированных рабочих и служащих. Победа РККА над Колчаком и освобождение Урала и Сибири помогли значительно снизить военные перевозки в этом направлении, благодаря чему освободившиеся паровозы были направлены на железные дороги Центра и Юга. Также на Восточном фронте теперь образовался переизбыток войск, поэтому часть их направили на восстановление народного хозяйства, в том числе и на транспорт. Например, 2-ю армию использовали «для улучшения железнодорожного транспорта в районе Юго-Восточных железных дорог, а также для поднятия производительности труда по ремонту паровозов и вагонов».

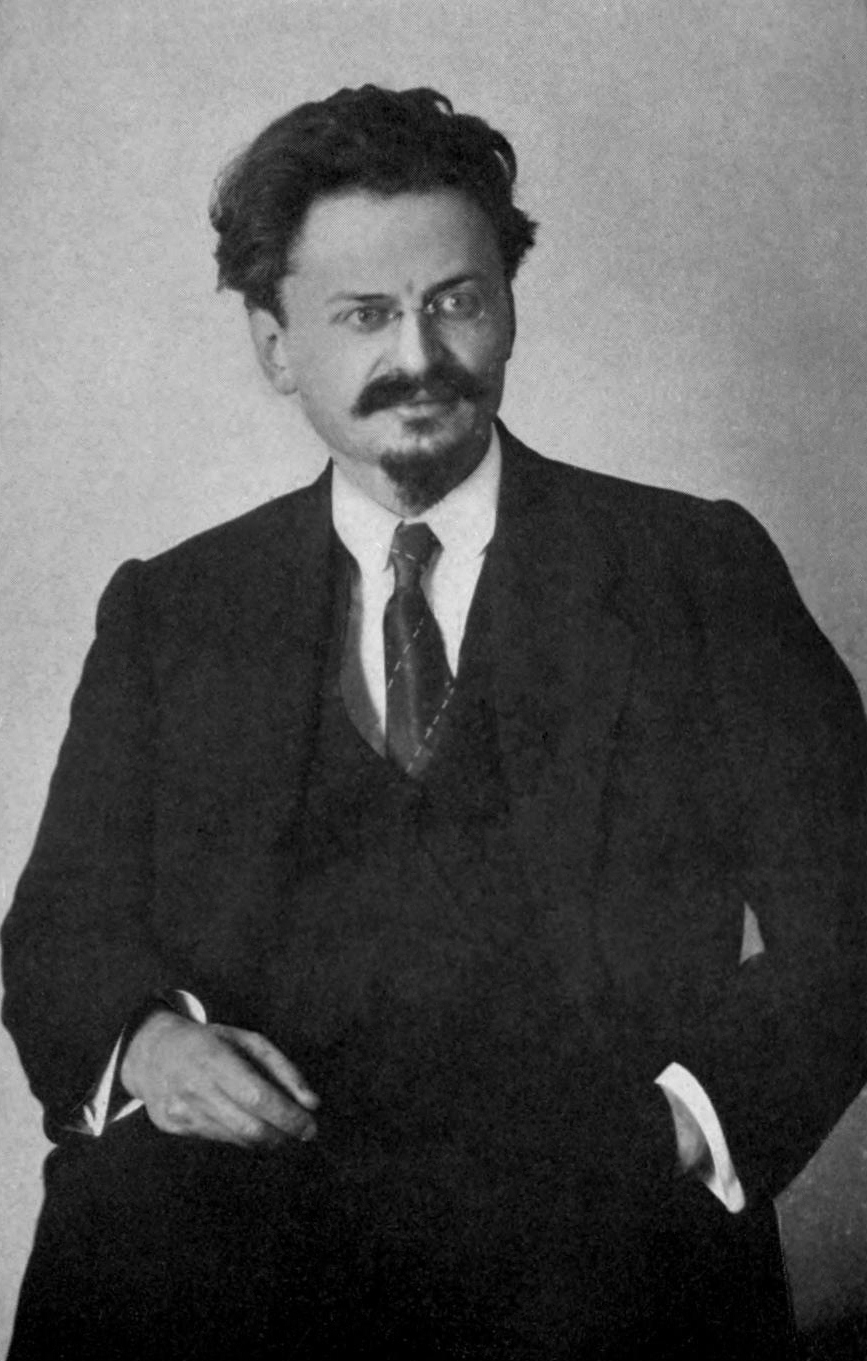
Лев Троцкий

По предложению Ленина 25 марта 1920 года Народный комиссариат путей сообщения РСФСР временно возглавил Троцкий, при котором на железнодорожном транспорте был введён военный коммунизм. Летом того же 1920 года за снижение производительности были осуждены 39 человек из руководства и рабочих тульских железнодорожных мастерских; их приговорили к различным срокам принудительных работ с содержанием под стражей. Также при Троцком была проведена нормализация транспортного хозяйства и снижено разнообразие типов локомотивов и вагонов по депо. Теперь паровозы стали группировать по сериям, чтобы в каждом депо они были преимущественно одной конструкции, что значительно облегчало их ремонт. Отчасти, благодаря этим мерам, железнодорожный транспорт в стране продолжал работать, а Троцкий оценивал, что своими методами он сможет довести транспорт до довоенного уровня за 4½ года. При этом Лев Давыдович осознавал, что военный коммунизм себя изжил, но в текущей ситуации отказываться от него был не готов.
Современники однако отмечали, что предпринимаемые властями меры давали лишь кратковременный эффект, тогда как производительность рабочих как начала снижаться в 1917 году, так и продолжала падение; у людей буквально не было мотивации для работы с полной отдачей, чему немало способствовало действующее военное положение, а также задержки с выплатами зарплат, продовольствия и материальных вознаграждений. По этой причине план по ремонту во второй половине 1920 года был дан намеренно заниженным, что позволило добиться видимости его перевыполнения; однако нередко дороги перевыполняли план за счёт ремонта паровозов с небольшими повреждениями, используя детали снятые с остальных. Упало и качество ремонта, что особенно было актуально относительно вагонов: нередко в исправные записывали грузовые вагоны с прогнившим кузовом, который не позволял обеспечить сохранность груза; это приводило к парадоксу, когда по документам на дороге числится переизбыток исправных вагонов, а по факту возить часто не в чем. Одной из причин, почему в 1920 году снизилась «паровозная проблема», могли стать и победы РККА над армиями Колчака и Деникина, так как по итогу Советская Россия в качестве трофеев получила несколько тысяч исправных локомотивов, которые пополнили парк страны.

### Доклады Ломоносова и Красина
19 октября 1919 года западные страны (США, Антанта) разорвали торговые связи с Советской Россией, как бы установив экономическую «блокаду». Но спустя уже три месяца, 16 января 1920 года по их же инициативе эта «блокада» была снята. В январе того же года на III съезде Советов народного хозяйства РСФСР со своим докладом «Современное положение транспорта и борьба за его улучшение» выступил профессор Ломоносов, который сказал, что необходимо подготовить пролетарскую Россию к восстановлению экономических связей с капиталистическими странами, а для этого основной задачей должно стать восстановление железнодорожного транспорта, в противном случае грузовые перевозки будут осуществляться гужевым. Также Ломоносов подчеркнул, что транспорт в стране находится в таком плачевном состоянии, что требуется принять срочные меры, в противном случае транспортные перевозки в стране могут остановится. Его оппонентом выступил Ю. Ларин, который доказывал, что докладчик преувеличивает транспортную проблему, в том числе завышает процент неисправных паровозов.
3 февраля Леонид Красин, который на тот момент возглавлял НКВТ и НКПС, выступил на пленарном заседании ВЦИК с докладом о положении транспорта и предложил проект резолюции. Через день была избрана комиссия для рассмотрения данной резолюции, при этом предложено использовать резолюцию III-го съезда СНХ о транспорте. А вечером 7 февраля на последнем пленарном заседании ВЦИК было принято постановление, согласно которому восстановление транспорта являлось важнейшей задачей страны на тот момент. В качестве одной из необходимых мер было заявлено «признать закупку за границей готовых паровозов, частей для них, станков для оборудования железнодорожных мастерских и починочных заводов самой настоятельной задачей внешней торговли и резервировать для расплаты за эти изделия бо́льшую часть имеющегося в распоряжении Республики наличного платёжного фонда». Согласно постановлению СНК от 16 марта, для приобретения за границей локомотивов и запчастей для ремонта подвижного состава было забронировано 300 миллионов рублей золотом в слитках и монетах.

## Заказ в Швеции

### Заключение договора

Гуннар Андерссон

В марте в Европу выехала делегация во главе с Красиным, которая направлялась прежде всего в Копенгаген (Дания) и Лондон (Британская империя), так как промышленность Скандинавии и Британии в период Первой мировой войны почти не пострадала. По пути делегация сделала остановку в Стокгольме, где Красин встретился с российским торговым представителем в Швеции, а также адвокатом Вильгельмом Хелбергом (швед. Vilhelm Hellberg) и обсудил с ними возможность торговых соглашений и с этой страной. Между тем, Швеция хоть и не участвовала в Первой мировой войне, однако к 1920 году ситуация в ней была нестабильна, в том числе нередко происходили забастовки рабочих, которые среди прочего требовали введения 8-часового рабочего дня; одна из забастовок началась 2 февраля 1920 года и продлилась 2 месяца, при этом в ней участвовали 30 тысяч рабочих, что нанесло серьёзный урон экономике. В то же время шведские железные дороги планировали осуществить электрификацию, а потому в перспективе надобность в паровозах отпадала. При этом многие заводы были не готовы перейти на производство электровозов и потому были заинтересованы в иностранных заказах. Среди заинтересованных был и потомственный предприниматель 31-летний Гуннар Андерссон, который имел опыт торговых отношений с Россией и через Хелберга вызвался быть представителем шведских промышленников. Андерссон в беседе с Красиным поинтересовался, о каком объёме поставок идёт речь, чтобы уже имея эти данные определиться с выбором завода-производителя. Тот ему сообщил, что планируется заказать в Европе в общей сложности 5000 локомотивов, из которых половину планируется заказать в Германии, тогда как со шведскими заводами возникли проблемы. Речь шла о колоссальных суммах — несколько сотен миллионов шведских крон, причём оплата была золотом; однако заказ требовалось выполнить всего за несколько лет, а потому никто из шведских заводов за него не хотел браться.
Андерссон на тот момент не являлся владельцем локомотивостроительного завода, но он решил выполнить часть русского заказа, для чего требовалось приобрести какое-нибудь подходящее предприятие. Выбор пал на один из крупнейших шведских заводов — Nydqvist & Holm AB (NOHAB), который на тот момент имел штат из 780 человек. Для его приобретения нужны были деньги, которых у предпринимателя не было, но он сумел заручиться поддержкой Красина на получение кредита. Далее Андерссон направился в Тролльхеттан, где встретился с действительным директором NOHAB — Германом Нюдквистом; 58-летний Нюдквист в это время был болен, поэтому согласился продать компанию. Получив от него соответствующую бумагу, Гуннар отправился в Копенгаген, где начались длившиеся несколько недель его переговоры с Красиным об условиях оплаты и доставки локомотивов, а посредником в этих переговорах выступал адвокат Вильгельм Хелберг. После завершения этих переговоров, 15 мая 1920 года между Центросоюзом (представитель — Красин) и Гуннаром Андерссоном было заключено соглашение о постройке 1000 больших паровозов по цене каждого в 230 000 крон, то есть на общую сумму 230 000 000 крон. Часть стоимости паровозов Россия должна была оплатить авансом; из этого аванса Андерссон на первых порах получал 7 миллионов крон, из которых 4 должны были уйти на расширение мощностей для выполнения заказа, а 3 — на оплату материалов для постройки первых 100 паровозов. С 7 миллионами и соглашением на 230 миллионов Гуннар Андерссон отправился к Нюдквисту, у которого 19 июня 1920 года за 5,5 миллионов крон выкупил 5947 из 6000 акций компании. Через 10 дней был собран новый совет директоров NOHAB.

### Оплата
По имеющимся данным, оплата производилась золотом в слитках, каждый из которых весил 8 килограммов и стоил 10 000 рублей. Золото доставлялось в Стокгольм, где определялась проба, после чего оно вносилось в Эскильстуна-банк (Стокгольм), который пересчитывал всё на чистое золото и открывал кредит на весь мир из расчёта 2250 шведских крон (SEK) за килограмм; по тогдашнему курсу 1 SEK = 50 золотых копеек. В финансовых вопросах деятельное участие принимал шведский банкир Улоф Ашберг.

### Постройка

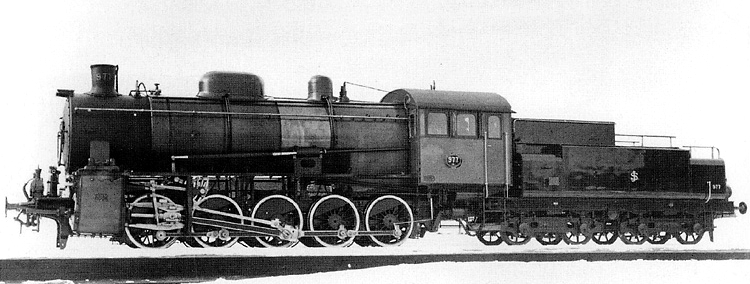
Паровоз серии R — его изначально и намеревался заказать Красин

Согласно российско-шведскому соглашению, из 1000 паровозов первые 100 должны быть модели R, а остальные 900 — конструкции, подходящей под русские условия, причём конкретно не уточнялось какой. Такой выбор Красина можно объяснить опасением, что заграничные заводы могли отказаться строить русские паровозы, либо это займёт больше времени; также нарком считал, что опыт эксплуатации паровозов заграничной конструкции будет полезен России, которая за годы гражданской войны и иностранной интервенции в техническом плане могла отстать от западноевропейских стран. Параллельно Красин заключил крайне невыгодный для России договор с Эстонией, согласно которому последняя должна была выполнять ремонт паровозов серии ОВ.

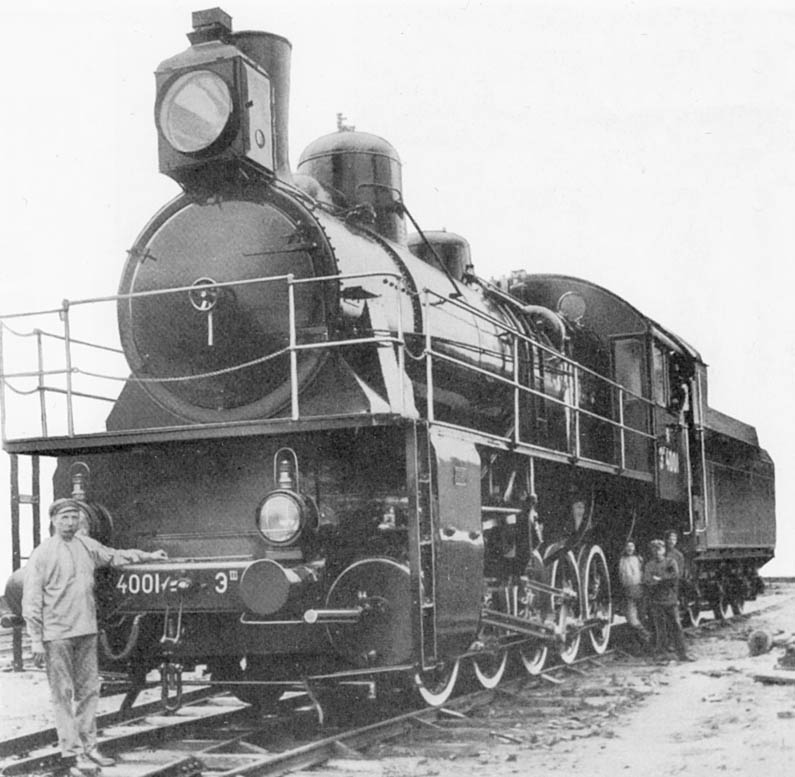
Э^{ш}4001 — первый паровоз «Русского заказа». (Nydqvist & Holm AB, Тролльхеттан)

Для общего технического и организационного руководства в Швецию был направлен профессор Юрий Ломоносов, который однако не разделял идеи Красина относительно выбора модели заказанного паровоза. После совещания с Троцким последний отправил Ломоносову инструкцию аннулировать заказ на паровозы серии R (1908 г.в.), заказав вместо них более современные паровозы серии Э («типа 1917 года»). Юрий Владимирович благодаря своей настойчивости достаточно быстро сумел убедить шведских производителей на постройку русских локомотивов. Прежнее соглашение было расторгнуто, а вместо него 15 октября 1920 года между Центросоюзом (представитель — Ломоносов) и NOHAB был заключён договор на постройку 1000 паровозов серии Э на русскую колею, при этом стоимость одного локомотива составляла 230 000 крон плюс доставка. Согласно договору, NOHAB должен был поставить 530 паровозов не позднее октября 1921 года, 320 штук — не позднее 31 декабря того же года, а оставшиеся 150 паровозов — в 1922 году. Оплата первой партии из 500 машин предусматривала аванс в 25 % (28,75 млн крон), который должен был быть выплачен не позднее 17 декабря 1920 года. Далее первого числа каждого месяца, начиная с 1 января 1921 года, должны вноситься 4 миллиона крон, пока не будет оплачено 25 % от стоимости второй партии из 500 паровозов. Дальнейшая оплата должна осуществляться согласно чётко оговорённым правилам по мере продвижения работ в момент получения Советской Россией заказанных локомотивов. 21 октября Центросоюз подписал договор с «Риксбанком», согласно которому стоимость в первые 500 паровозов была оценена в 56 тонн золота, из которых 10 тонн (26 млн крон) в качестве аванса российская сторона должна была предоставить к 1 ноября этого же года. 28 октября договоры со Швецией были одобрены Советом народных комиссаров (СНК). В ноябре из Ревеля в Стокгольм секретным рейсом прибыл пароход Eskilstuna III, на котором была доставлена первая партия золота; за транспортировку столь важного груза отвечал Nordiska Handelsbanken. В первых числах 1921 года пароход Meteor доставил ещё 9,65 тонн золота с оценочной стоимостью 25 миллионов крон, из которых 15 миллионов хранились в банке на имя NOHAB и предоставлялись для приобретения материалов, а также часть этой суммы можно было использовать в качестве беспроцентного кредита на расширение производственных мощностей.
5 ноября 1920 года СНК издал «Наказ» подписанный Лениным, согласно которому для приобретения локомотивов на иностранных заводах создавалась Российская железнодорожная миссия (РЖМ), которую возглавил Ломоносов. Она имела действительно огромные права и обязанности, в том числе не только приобретение паровозов за границей, но и закупка вагонов, паровых турбин, рельсов и многого другого; «повесили» на неё и ремонт паровозов в Эстонии. На самом деле такие широкие полномочия РЖМ объясняются тем, что она выполняла дипломатические функции, так как на тот момент Советская Россия своих дипломатов за рубежом не имела; когда последняя проблема была решена, 15 апреля 1923 года Российскую железнодорожную миссию упразднили, но не распустили, вместо этого передав её в подчинение НКВТ.
Согласно договору, шведский завод должен был построить 1000 паровозов всего за два года, в том числе 850 паровозов вместе с тендерами уже к концу 1921 года. Андерссон осознавал, что поставленная задача слишком непомерна для его предприятия, а потому при заключении договора от 21 октября шведской стороной было добавлено, что часть локомотивов может быть построена на других заводах, в том числе до 800 штук — в Германии. Но находясь в Берлине, Ломоносов провёл переговоры напрямую с немецкими промышленниками и смог договориться с ними о производстве паровозов по цене вдвое ниже. Тогда в марте 1921 года, по инициативе Ломоносова, заказ со шведами в 1000 паровозов был сокращён до 500, а 700 штук должны были построить немецкие компании. Для NOHAB, которая вложила солидные деньги в расширение (было начато строительство литейного, механического и сборочного цехов), это был финансовый удар и она выдвинула ультиматум, что в случае сокращения заказа шведы вообще не будут строить паровозы для России; русские на такое предложили только небольшую компенсацию. 13 марта 1921 года в Берлине Юрий Ломоносов и представители NOHAB подписали новое соглашение, согласно которому шведская сторона должна была поставить 500 паровозов, из которых 50 — в 1921 году, 200 — в 1922 году и 250 — в 1923—1925 годы. Стоимость локомотивов оставалась прежней, но теперь в договоре было предусмотрено, что в случае срыва поставок на производителя будет налагаться штраф в размере 2000 крон за локомотив за каждый месяц просрочки, а в случае более быстрых поставок — премия в размере 3000 крон за каждый месяц опережения плана. Из выданного шведской компании беспроцентного займа 10 миллионов крон должны быть возвращены в 1924—1925 годы, а 5 миллионов — в 1921—1922 годы. Относительно оплаты, в дополнение к уже полученным авансам российская сторона обязалась до февраля 1922 года выплатить ещё 7 460 000 крон, а не позднее 15 сентября 1922, 1923 и 1924 годов — авансы в 14 375 000 крон.
В сложившихся условиях NOHAB был вынужден подключать субподрядчиков, а также приобрести и реконструировать заводы в Эскильстуне, Лидчёпинге и  Форсбакке. 28 июля 1922 года по требованию российской стороны подписан новый договор, в котором указан прежний объём заказа в 500 паровозов, но если цена первых 350 по-прежнему составляла 230 000 крон за локомотив, то следующие 150 стоили уже по 160 000 крон; способ оплаты при этом оставался прежним: аванс в 25 %, а остальная сумма поступала по мере выполнения заказа. Всего паровозы строились с 15 августа 1921 по 15 декабря 1924 года; им была присвоена серия Эш.

## Заказ в Германии

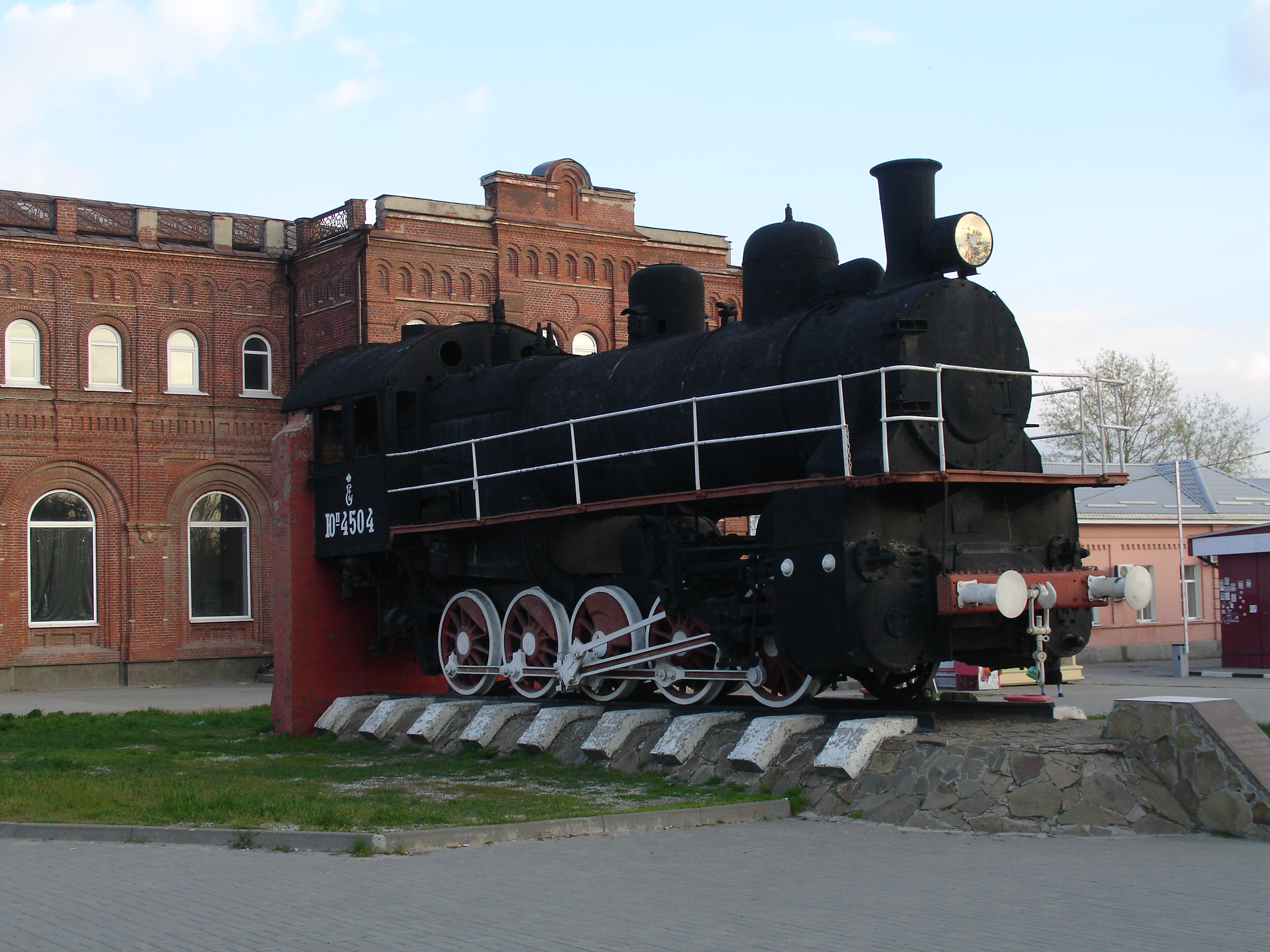
Построенный в Германии паровоз серии Э^{г}

## Критика
В начале 1922 года учёный в области эксплуатации железных дорог А. Н. Фролов писал, что считает этот заказ «большой техническо-хозяйственной ошибкой». Учёный отметил, что шведский заказ в 1000 локомотивов (здесь он приводит устаревшие цифры) был выдан заводу с первоначальной производительностью 40 локомотивов в год, которому дали аванс в размере 15 миллионов золотых рублей на расширение, а сам заказ растянули на 5 лет; при этом цена была установлена в размере 112 тысяч рублей (230 тысяч шведских крон) за паровоз — вдвое выше цены паровозов российского производства в 1913 году. Также Фролов напомнил, что в 1916 году при царском правительстве была составлена программа по наращиванию паровозостроения в стране и доведения суммарного годового выпуска локомотивов российскими заводами до 2400 штук, однако к назначенному сроку годовой выпуск паровозов в Советской России фактически наоборот сократился примерно до ста штук (с учётом эквивалента отремонтированных паровозов). 
Было обращено внимание и на судьбу великолепных «декаподов» (тип 1-5-0, серия Е), которые строились в США и поступили в Россию в 1915—1919 годы. Это были современные паровозы с рядом новаторских идей, однако они же оказались в числе первых жертв послевоенной разрухи, так как вместо ремонта их зачастую отправляли на паровозные кладбища. По мнению Фролова, вместо того, чтобы закупать за сотни миллионов золотых рублей технику за границей, стоило эти деньги потратить на восстановление российских заводов, а также вовлечение их рабочих в производственный процесс путём повышения и своевременной выплаты зарплат, обеспечения продовольствием и прочими жизненными благами. В перспективе данные меры должны были за пять лет довести производительность заводов до уровня, достаточного чтобы поддерживать существующий локомотивный и вагонный парк в стране в нормальном рабочем состоянии.

## В искусстве
Заказу паровозов в Швеции посвящён советско-шведский художественный фильм 1971 года «Человек с другой стороны».